# FC Kray
Der Fußballclub Kray 1909/31, kurz FC Kray ist ein deutscher Fußballverein, der im Essener Stadtteil Kray beheimatet ist.

## Geschichte

### SV Kray 09, DJK SV Kray 09
Der Verein wurde 1909 von Willi Schröer und anderen fußballbegeisterten Jugendlichen als SV Kray 09 gegründet. Zunächst wurde auf einem Platz nahe der Zeche Joachim gespielt, 1911 zog der Verein auf den Platz am Döppelhahn um. War man bis dahin weder verbands- noch konfessionsmäßig gebunden gewesen, erfolgte 1920 der Beitritt zum DJK-Sportverband. Der Vereinsname änderte sich in DJK SV Kray 09.

### VfL Kray 1931
1931 wurde aus zunächst losen Zusammenkünften der Verein für Leibesübungen Krey gegründet. Erstes Vereinslokal wurde das Haus von Wilhelm Kefenhörster (jetzt Kuhaupt-Schwenn). Kefenhörster pachtete von den Erben Ridder ein Gelände an der Wilhelmstraße, um dort eine Sportstätte zu errichten. Die Straße trägt heute den Namen Ridderstraße. Bis 1935 spielte der VfL in der Kreisliga des Gaus Gelsenkirchen. Ab 1935 wurde Kray dem Gau Essen zugeteilt. Während des Zweiten Weltkriegs gelang es dem Verein trotz des Einzugs vieler Spieler zum Heer, den Spielbetrieb aufrechtzuerhalten. Nach dem Zweiten Weltkrieg wurden alle Vereine zunächst durch die Militärregierung aufgelöst bzw. jegliches Vereinsleben verboten.
Bereits im Sommer 1945 konnte der VfL den Spielbetrieb wieder aufnehmen und spielte bereits in der ersten Saison nach dem Krieg in der Bezirksliga. Nach durchschnittlichen Ergebnissen stieg der Verein 1953 in die 2. Kreisklasse ab, stieg aber bereits im folgenden Jahr wieder auf. 1964 gelang dem VfL dann wieder der Aufstieg in die Bezirksliga. Die Klasse konnte bis 1974 gehalten werden. 1980 gelang erneut der Aufstieg in die Bezirksliga.

### Fusion zum FC Kray
1986 betrieben die Jugendabteilungen des VfL Kray und der DJK Kray einen Speisen- und Getränkeverkauf, um damit die Kosten der Abteilungen zu finanzieren. Aus dieser Zusammenarbeit heraus entstand die Idee einer Fusion beider Vereine. 1987 wurde der FC Kray 09/31 gegründet. Es entstand ein Verein mit vier Senioren- und 13 Jugendmannschaften. Da die erste Mannschaft des VfL in der Bezirksliga spielte, während der DJK in der Kreisliga spielte, wurde der neue Verein der Bezirksliga zugeordnet. Bereits in der ersten Saison des neuen Vereins gelang der Aufstieg in die Landesliga. In der Saison 1988/89 gelang der Durchmarsch in die Verbandsliga Niederrhein. 1993 stieg der FCK wieder in die Landesliga ab. 1996 holte sich der FCK den Stadtpokal mit einem 2:1-Sieg über Rot-Weiss Essen.
Im Jahr 2000 wurde erneut der Aufstieg in die Verbandsliga erreicht. Drei Jahre später hatte der Verein eigentlich den Klassenerhalt in der Verbandsliga geschafft, doch der Rheydter SV stellte einen Insolvenzantrag und zog seine erste Mannschaft aus dem Spielbetrieb der Oberliga Nordrhein zurück. Aufgrund eines neuen Insolvenzrechts durfte der Verein einen Neuanfang in der Verbandsliga starten. Bis dahin galt die Regelung, dass insolvente Vereine in der untersten Kreisklasse von neuem beginnen mussten. Durch diese Einteilung wurde der 13. Platz der Verbandsliga zu einem Abstiegsplatz und der FC Kray musste erneut in die Landesliga.

### 2010 bis heute
Nachdem man ein Jahr zuvor beinahe in die Bezirksliga abgestiegen wäre, gelang in der Saison 2010/11 die Meisterschaft in der Landesliga und der FC Kray stieg in die Niederrheinliga auf. 2011 beschloss der DFB-Bundestag eine Reform der Regionalliga. Statt der drei Staffeln sollte es ab der Saison 2012/13 fünf eigenständige Ligen geben, die unter der Leitung der Landes- und Regionalverbände als Unterbau der 3. Fußball-Liga fungieren sollen. Aus der NRW-Liga stiegen die ersten drei Vereine direkt in die neue Regionalliga West auf. Die Plätze vier bis sieben spielten gegen die Meister der Verbandsligen (Niederrhein, Mittelrhein und Westfalen) in einer Relegationsrunde mit Hin- und Rückspiel die weiteren Qualifikationsplätze für die vierthöchste deutsche Spielklasse aus. Der FC Kray, Meister der Verbandsliga Niederrhein, wurde dem traditionsreichen KFC Uerdingen 05 zugelost. Am 7. Juni 2012 war das Hinspiel im Krefelder Grotenburg-Stadion. Der FC Kray gewann das Spiel vor 6072 Zuschauern überraschend mit 1:0. Der KFC Uerdingen musste im Laufe des Spiels zwei Platzverweise nach Gelb-Roten Karten hinnehmen.
Das Rückspiel am 10. Juni 2012 musste ins Uhlenkrug-Stadion verlegt werden, da die KrayArena, eine Kunstrasen-Anlage, in der der FCK normalerweise seine Heimspiele austrägt, nicht für die zu erwartende Zuschauerzahl ausreichte. Alleine aus Uerdingen kamen über 2000 Fans. Insgesamt waren 4500 Zuschauer da, darunter auch viele Fans von Rot-Weiss Essen. Traditionell sind viele Mitglieder und Anhänger des FC Kray auch Fans des RWE. Diese unterstützten den kleinen Nachbarn im Kampf um den Aufstieg. Der FC Kray gewann auch das Rückspiel. Am Ende stand es 2:0 und der FCK stieg in die Regionalliga West auf. Damit schaffte der Verein innerhalb von drei Jahren den Aufstieg von der siebten in die vierte Liga.
Der Verein würde nach eigenen Angaben viele der Regionalliga-Heimspiele nicht in der heimischen KrayArena austragen können, da die Zuschauerkapazität zu gering ist, Heim- und Gästefans nicht getrennt werden können und nicht genügend Parkplätze vorhanden sind. Zwar hat der Westdeutsche Fußballverband (WDFV) die Mindestanforderungen für die Regionalliga stark reduziert, doch ist die Anlage in Kray aufgrund der zu erwartenden Zuschauerzahlen bei Spielen gegen Rot-Weiss Essen, den Wuppertaler SV oder Rot-Weiß Oberhausen zu klein, sodass der Verein in das größere Stadion Essen ausweichen musste. Nach einer Regionalligasaison musste der Verein in die Oberliga Niederrhein absteigen. In der Folgesaison belegte der FC Kray den zweiten Tabellenplatz und schaffte damit den sofortigen Wiederaufstieg in die Regionalliga West, da der Meister der Oberliga Niederrhein, der SV Hönnepel-Niedermörmter, auf den Aufstieg verzichtete. 
Als Vorletzter der Regionalliga West 2015/16 stieg der FC Kray jedoch nach zwei Jahren erneut in die Oberliga Niederrhein ab. Dort setzte sich die sportliche Talfahrt zunächst fort, sodass Trainer Stefan Blank schon nach dem dritten Spieltag von U19-Trainer Muhammet Isiktas abgelöst wurde.
Am 29. November 2016 sickerte dann durch, dass Isiktas künftig nur noch die U19-Mannschaft trainieren soll. Bis zur Verpflichtung eines neuen Trainers für die erste Mannschaft übernahm der neue sportliche Leiter Christoph Klöpper das Training des abstiegsbedrohten Oberligisten.
Als Letzter der Oberliga Niederrhein stieg der Verein nach Ende der Saison 2016/17 in die sechstklassige Landesliga Niederrhein ab. Zwei Jahre später gelang der Wiederaufstieg. 2023 erfolgte jedoch der erneute Abstieg in die Landesliga.

## Persönlichkeiten
- Willy Aubameyang
- Stefan Blank
- Yassine Bouchama
- Romas Dressler
- Johannes Focher
- Marvin Grumann
- Helmut Hasse
- Edin Husić
- Karsten Hutwelker
- Burak Kaplan
- Timur Karagülmez
- Mario Klinger
- Moses Lamidi
- Michael Lorenz
- Christian Mikolajczak
- Kevin Steuke
- Hans-Joachim Wagner
- Benjamin Wingerter
- Herbert Zimmer

## Erfolge
- Aufstieg in die Regionalliga West: 2012,[7] 2014
- Niederrheinliga-Meister: 2012
- Landesliga-Meister: 1990, 2000, 2011, 2019
- Stadtpokalsieger: 1996, 2019
- Kreispokalsieger: 2007, 2009, 2010
- Hallenfußball-Stadtmeister: 2001, 2006, 2012, 2020